# 中ノ須
座標: 北緯26度40分34秒 東経127度49分8秒 / 北緯26.67611度 東経127.81889度

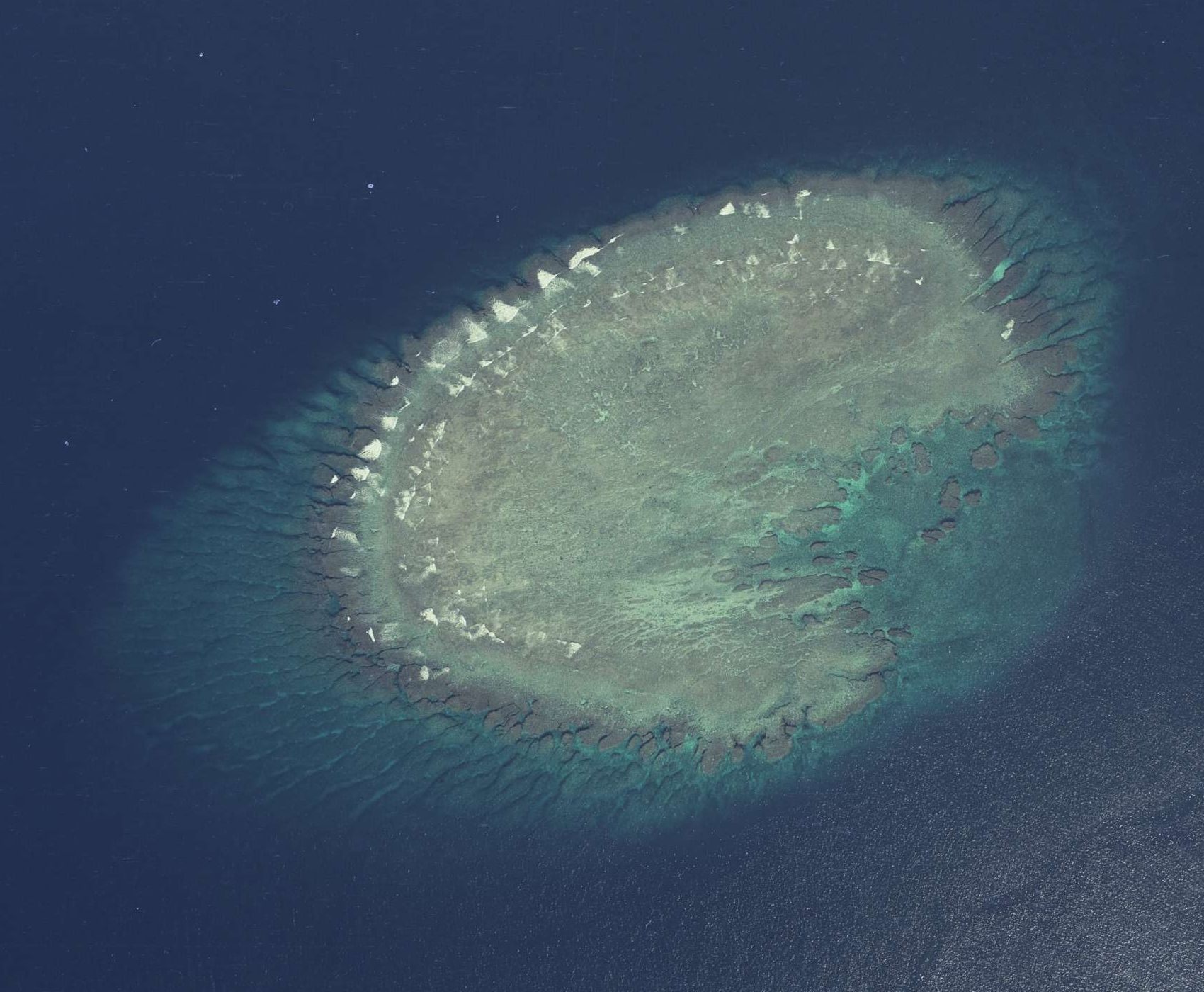
中ノ須（中ノ瀬）、1977年撮影。
出典:『国土交通省「国土画像情報（カラー空中写真）」（配布元：国土地理院地図・空中写真閲覧サービス）』

中ノ須（なかのす）は、南西諸島の伊江島南方に位置するサンゴ礁で、中ノ瀬（なかのせ）とも呼ばれる。かつては島であったが、戦後に入り自然消滅した。

## 地理
沖縄県国頭郡伊江村に属する。伊江島の南約3キロメートル、本部町の水納島の北約2.5キロメートルの海域に位置する。長径約800メートル、短径約500メートルで、馬蹄状をなす。大潮の干潮時に、周囲約1.5キロメートルのサンゴ礁が海面から出現する。ハマサンゴやミドリイシなどが群生し、スイジガイなどが生息している。段丘状の海底地形が見受けられ、最終氷期以降の海面変動によるものとされる。
周辺海域には魚介類が豊富に生息していることから、地元住民の漁場のみならず、ダイビングスポットとして人気がある。東方に、伊江島と沖縄本島に挟まれた伊江水道があり、沖縄県外と往来する貨客船の航路となっている。

## 歴史
中ノ須は方言で「ナハンシ」といい、「ナカンシ（中干瀬）」、「中央の小さな干瀬」を意味する「ナカビシグヮー」とも呼ばれる。また、海図には「中ノ瀬」とあり、その他「中石」、「中州」とも表記される。『日本水路誌』には「ジプソン嶼」、『ペリー艦隊日本遠征記』所蔵の地図には、サンゴ礁の中央に円形の島が描かれている。
かつてはサンゴ礁の表面に砂が集まって形成された島で、漁師が休憩のために小船を乗り付けていたという。クサトベラやグンバイヒルガオなどの植物が生い茂り、大正期にはアダンが生育していたという。しかし、台風による波を受けるたびに砂が流出し、1958年（昭和33年）ごろ以降に島は消滅したとされる。2020年（令和2年）現在、沖縄県によれば、中ノ須は、伊江島と共に伊江村に所属する「島」の一つとして数えられ、その面積は0.33平方キロメートルとなっている。北東に灯標が設置されている。